# Ласо, Амалия фон
Амалия фон Ласо, сестра Августина (нем. Amalie (Sr. Augustine) von Lasaulx, Кобленц, 19 октября 1815 — Фаллендар, 28 января 1872) — первая начальница католического Госпиталя Святого Иоанна в Бонне, который принадлежал Конгрегации сестёр милосердия святого Карла. Не приняла решения Первого Ватиканского собора — догмата о непогрешимости папы римского (1870) и была исключена из Конгрегации. Принадлежала к старокатолическому движению, из которого уже после смерти сестры Августины в 1873 году возникла Германская старокатолическая церковь.

## Биография
Родилась в Кобленце 19 октября 1815 года в семье архитектора Иоганна Клавдиуса фон Лассо (Johann Claudius von Lasaulx) и Анны Марии, урождённой Мюллер (Anna Maria Müller, 1780—1855). Живая девочка выросла с пятью старшими братьями и сёстрами, среди которых — филолог и философ Эрнст фон Ласо. Любила катание на коньках. Её дядя Йозеф Гёррес был ярым католическим публицистом.
С 1826 года Конгрегации сестёр милосердия святого Карла принадлежал госпиталь в Кобленце. Конгрегация заботилась о бедных. Романтик Клеменс Брентано, гость в доме фон Ласо описал Конгрегацию в своей книге «Сестры милосердия и уход за больными» (1831) и вдохновил девушек следовать им. Амалия вступила послушницей в главную общину Конгрегации в Нанси в 1840 году в возрасте 25 лет. В конце испытатльного года она получила имя Августина. В общине обучалась фармации. 17 сентября 1843 года дала обеты. В 1842—1849 гг. трудилась в госпитале в Аахене, где познакомилась с Йозефом Хубертом Райнкенсом, будущим первым старокатолическим епископом  и биографом Амалии.
В 1849 году Конгрегации был передан новый госпиталь Святого Иоанна в Бонне. Сестра Августина стала его первой начальницей. Во время австро-датско-прусской (1864) и австро-прусско-итальянской (1866) войн Конгрегация помогала раненным. Сестра Августина провела обе войны на фронте, она отличилась большими организаторскими способностями, и её сильная личность и здоровая рассудительность, не менее как её глубокое и искреннее благочестие, поставили её в соотношение с многими высокопоставленными и выдающимися лицами. Но она не приняла решения Первого Ватиканского собора — догмата о непогрешимости папы римского (1870), следовала письмам, опубликованным в либеральной газете Augsburger Allgemeine мюнхенским богословом и историком церкви Игнац фон Дёллингером. 
Католическая церковь объявила противников догмата о непогрешимости папы еретиками и отлучила от церкви. Это также коснулось некоторых священников, которые служили в госпитале. Это привело к денонсации ордена. Магистр из Трира устроил сестре Августине этический экзамен в октябре 1871 года. Поскольку она заявила, что верна католической вере, но не принимает догмат о непорочном зачатии Девы Марии (1854) и догмат в непогрешимости папы, конфликт обострился. В ноябре 1871 года сестре Августине снова пришлось отвечать перед генеральной настоятельницей Мехтильдой де Розьер (Mechtilde de Rozière, 1810-1872) и настоятельницей провинции Трир Ксаверией Рудлер. Католическая церковь, не терпя противоречия своим догматическим решениям, объявила её еретичкой. В ноябре 1871 года она была лишена своей должности. Увольнение вызвало общественное внимание за пределами Бонна. Так как здоровье не позволило ей поехать в главную общину Конгрегации в Нанси, ей разрешили переехать в комнату в госпитале Конгрегации в Фаллендаре. Она была другом местной начальницы Хедвиг Корнелиус (Hedwig Cornelius, 1822—1887). Сёстры не приняли богословских взглядов сестры Августины. Она ждала, что догмат о непогрешимости папы будет отменён. В декабре 1871 года Амалия фон Ласо была изгнана генеральной настоятельницей из Конгрегации за непреклонность. Это сопровождалось приказом снять монашеское одеяние.
Умерла в госпитале в Фаллендаре 28 января 1872 года. Ей отказано было в обычном церковном погребении. Зная об этом, сестра Августина завещала похоронить себя в семейной могиле в Вайсентурме. Службу у могилы провёл Франц Генрих Ройш (1825—1900).